# Volkswagen Polo GTI R5
Volkswagen Polo GTI R5 je rallyový závodní vůz vyvinutý společností Volkswagen Motorsport, odvozený od Volkswagenu Polo šesté generace. Je postaven podle předpisů R5 a nahradil Volkswagenu Polo R WRC. Polo GTI R5 debutovalo v roce 2018 při Rally Catalunya, kde se za jeho volant posadil mistr světa jezdců z roku 2003 Petter Solberg a Eric Camilli.
Jezdci s vozy Volkswagen Polo GTI R5 úspěšně soutěžili v mistrovství Evropy, národních šampionátech a v kategoriích WRC-2 a WRC-3 mistrovství světa.

## Historie
V roce 2016, po čtyřech úspěšných sezónách v kategorii WRC s vozem Volkswagen Polo R WRC, zahájil Volkswagen Motorsport vývoj nástupce tohoto vozu podle nových předpisů WRC platných od roku 2017. Navzdory rozsáhlým testům Volkswagen v listopadu 2016 oznámil, že ruší vývoj nového Pola a odstupuje z mistrovství světa v rallye. V dubnu následujícího roku Volkswagen oznámil záměr zůstat v motorsportu s plány na vývoj Volkswagenu Polo upraveného pro třídu R5, který by měl být používán převážně soukromými jezdci v soutěžícími v kategorii WRC-2.
Polo R5 bylo vyvinuto ve spolupráci se Škodou, jednou z dceřiných společností Volkswagenu, která vlastní vůz v kategorii R5 homologovala již v roce 2015. Na testování se podílel testovací jezdec Volkswagenu Dieter Depping nebo pilot týmu Škoda Motorsport Pontus Tidemand. Polo GTI R5 bylo oficiálně představeno v prosinci 2017. Motor vozu vyvinul z 1,6 litru výkon 272 koní. Mezinárodní homologace měla proběhnout do léta 2018 a krátce poté se Polo mělo začít dodávat zákazníkům.
Krátce poté Volkswagen potvrdil, že si různí zákazníci z Evropy a Jižní Ameriky objednali patnáct vozů. Rakouský tým BRR Baumschlager Rallye & Racing koupil tři z nich a další vozy putovaly do dalších týmů, jako jsou finský Printsport a Kristoffersson Motorsport.
Tým Racing 21 Vojtěcha Štajfa se s Polem účastnil soutěží mistrovství České republiky v rallye.
Z počátku se Polo potýkalo s častými požáry, Volkswagen musel kvůli tomuto problému změnit umístění bezpečnostního uzávěru na nádrži paliva a vyztužit kryt mezi nádrží a výfukovým potrubím.
V roce 2020 Volkswagen oficiálně ukončil produkci Pola GTI R5 a další vývoj svěřil nizozemské firmě Wevers Sport. Soukromý tým pokračoval ve vývoji a homologaci nových dílů i v následujících letech.

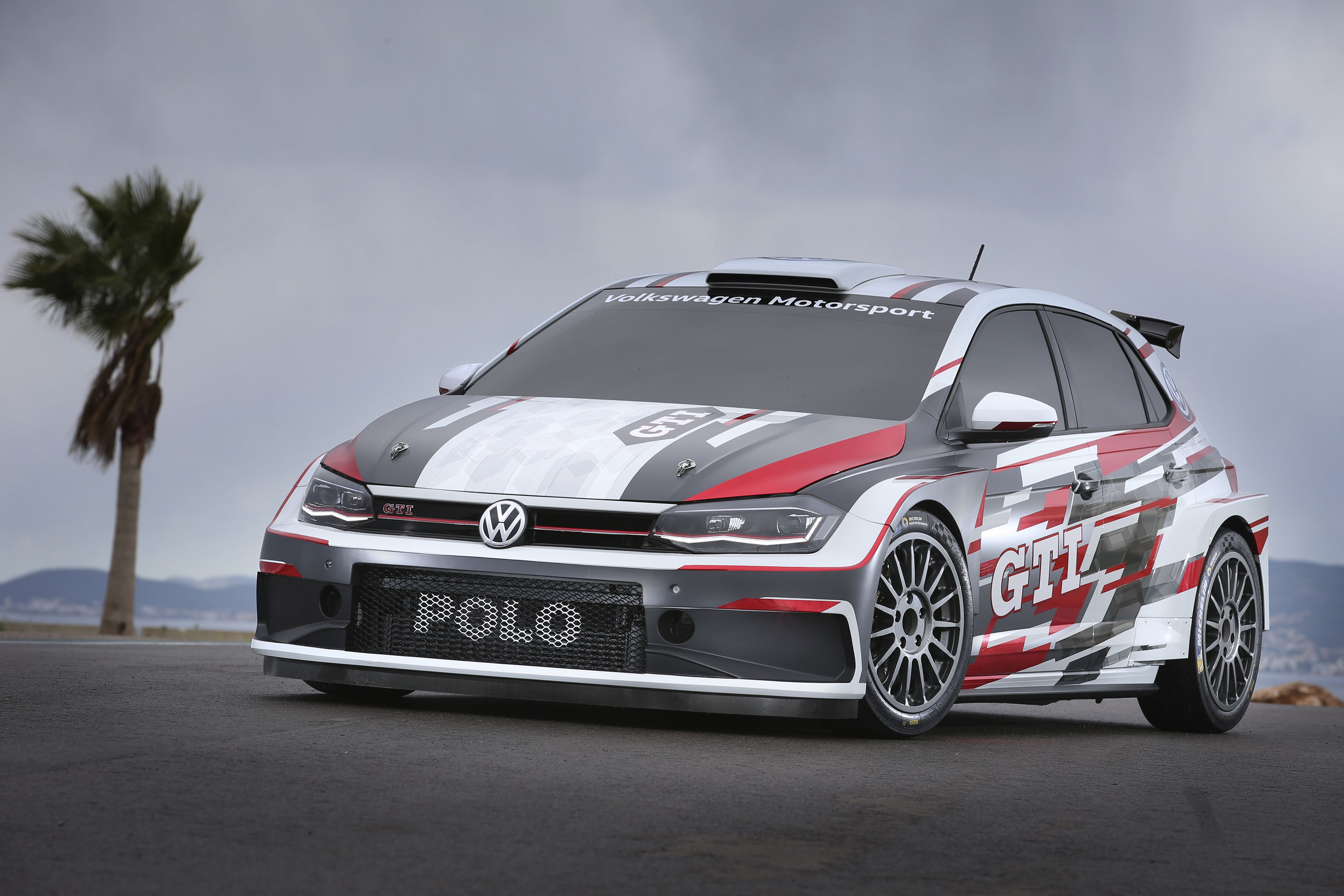
Představení v roce 2017
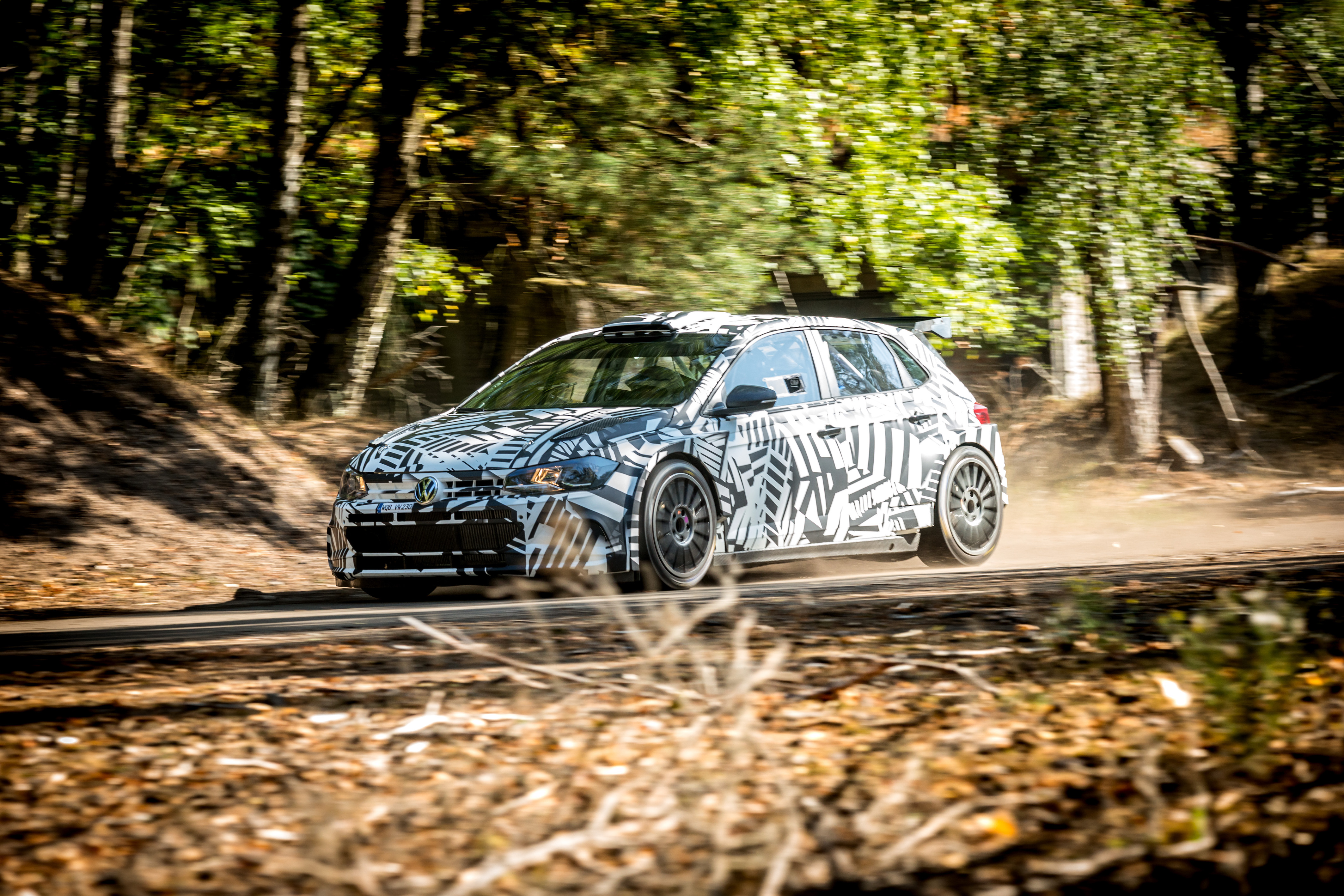
Volkswagen Polo GTI R5 při testech v roce 2018
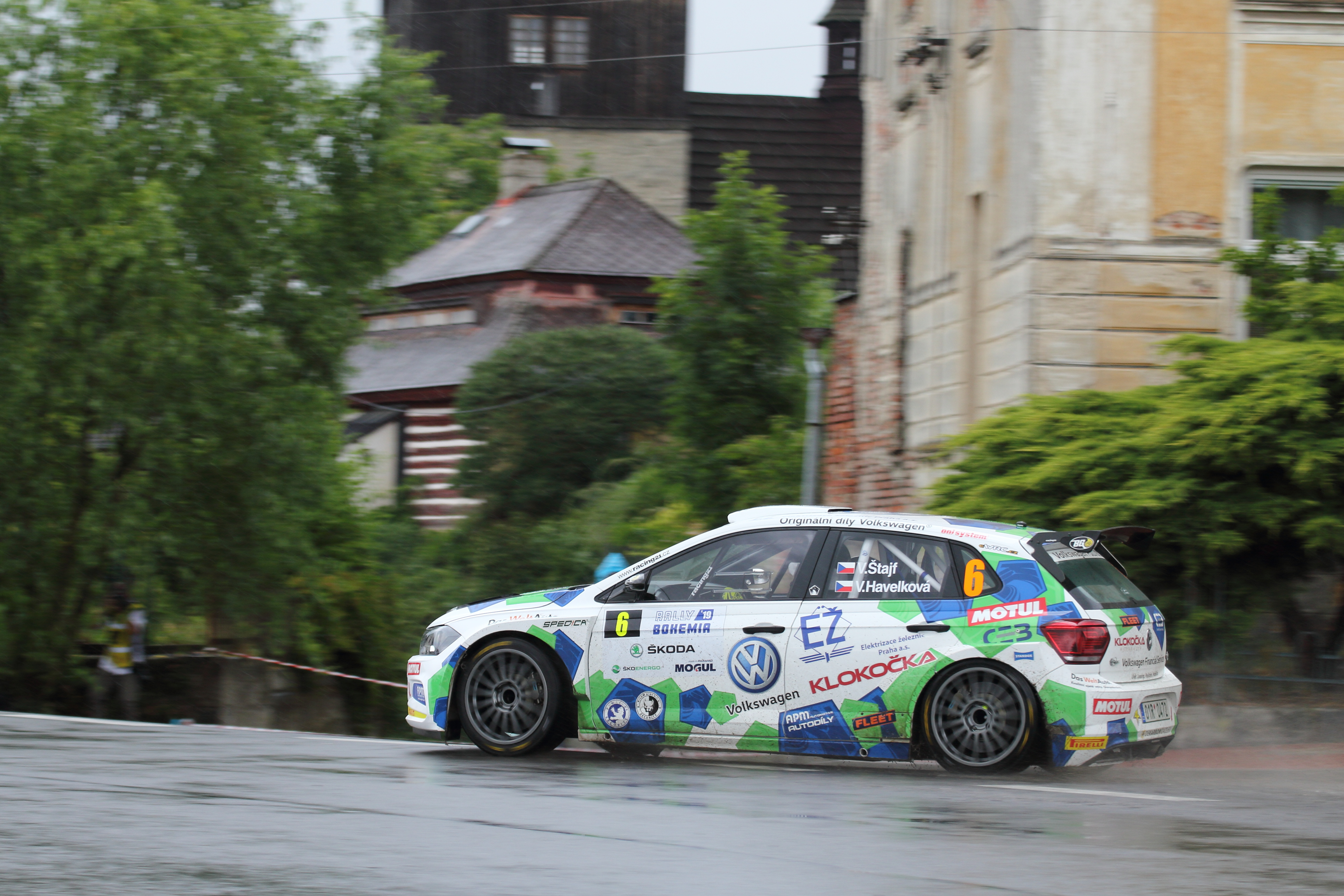
Vojtěch Štajf v roce 2019

## Sportovní výsledky

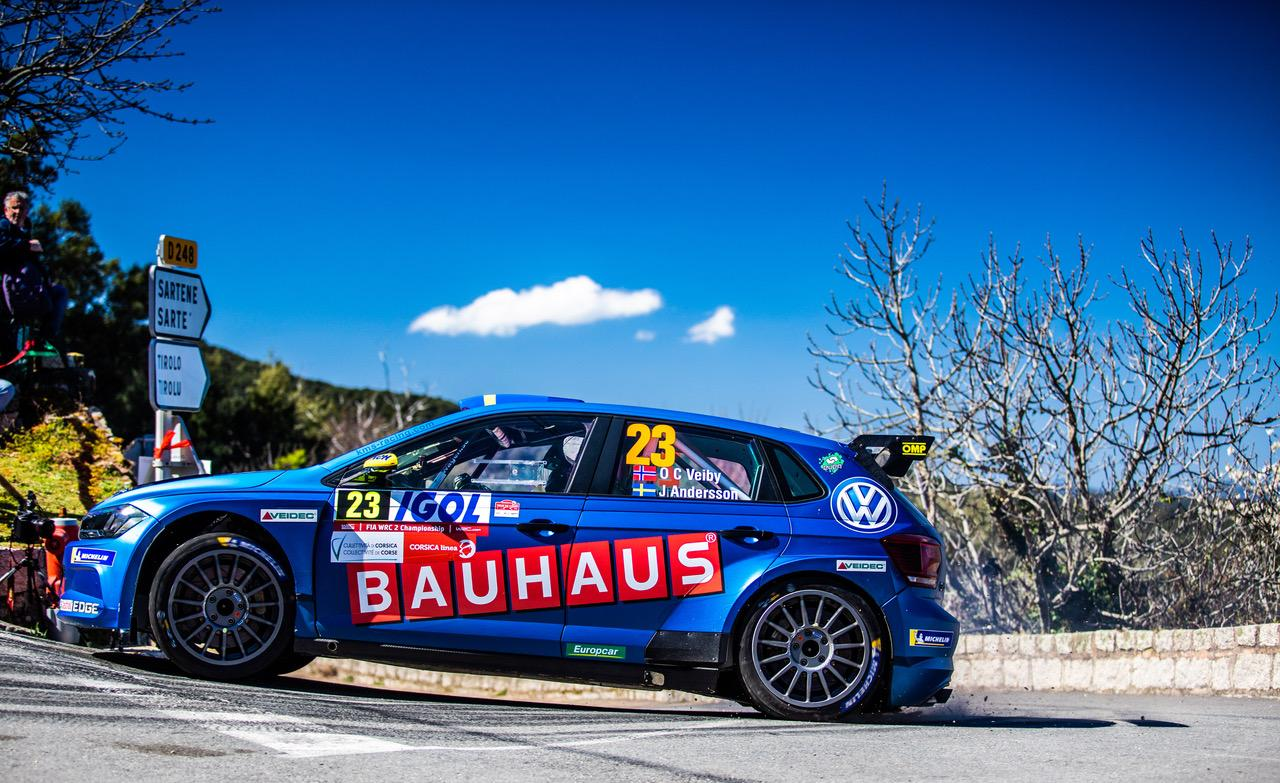
Ole Christian Veiby v roce 2019

### Vítězství v mistrovství světa v rallye v kategorii WRC-2
| Č. | událost                | Rok  | Jezdec              | Spolujezdec     |
| -- | ---------------------- | ---- | ------------------- | --------------- |
| 1  | Švédská rally 2019     | 2019 | Ole Christian Veiby | Jonas Andersson |
| 2  | 2019 Wales Rally GB    | 2019 | Petter Solberg      | Phil Mills      |
| 3  | Arctic Rally 2021      | 2021 | Esapekka Lappi      | Janne Ferm      |
| 4  | 2021 Rally de Portugal | 2021 | Esapekka Lappi      | Janne Ferm      |
| 5  | Finská rally 2021      | 2021 | Teemu Suninen       | Mikko Markkula  |

### Vítězství v mistrovství světa v rallye v kategorii WRC-3
| Č. | událost             | Rok  | Jezdec         | Spolujezdec    |
| -- | ------------------- | ---- | -------------- | -------------- |
| 1  | Estonská rally 2020 | 2020 | Oliver Solberg | Aaron Johnston |
| 2  | Safari Rally 2021   | 2021 | Onkar Rai      | Drew Sturrock  |

### Vítězství v mistrovství Evropy v rallye

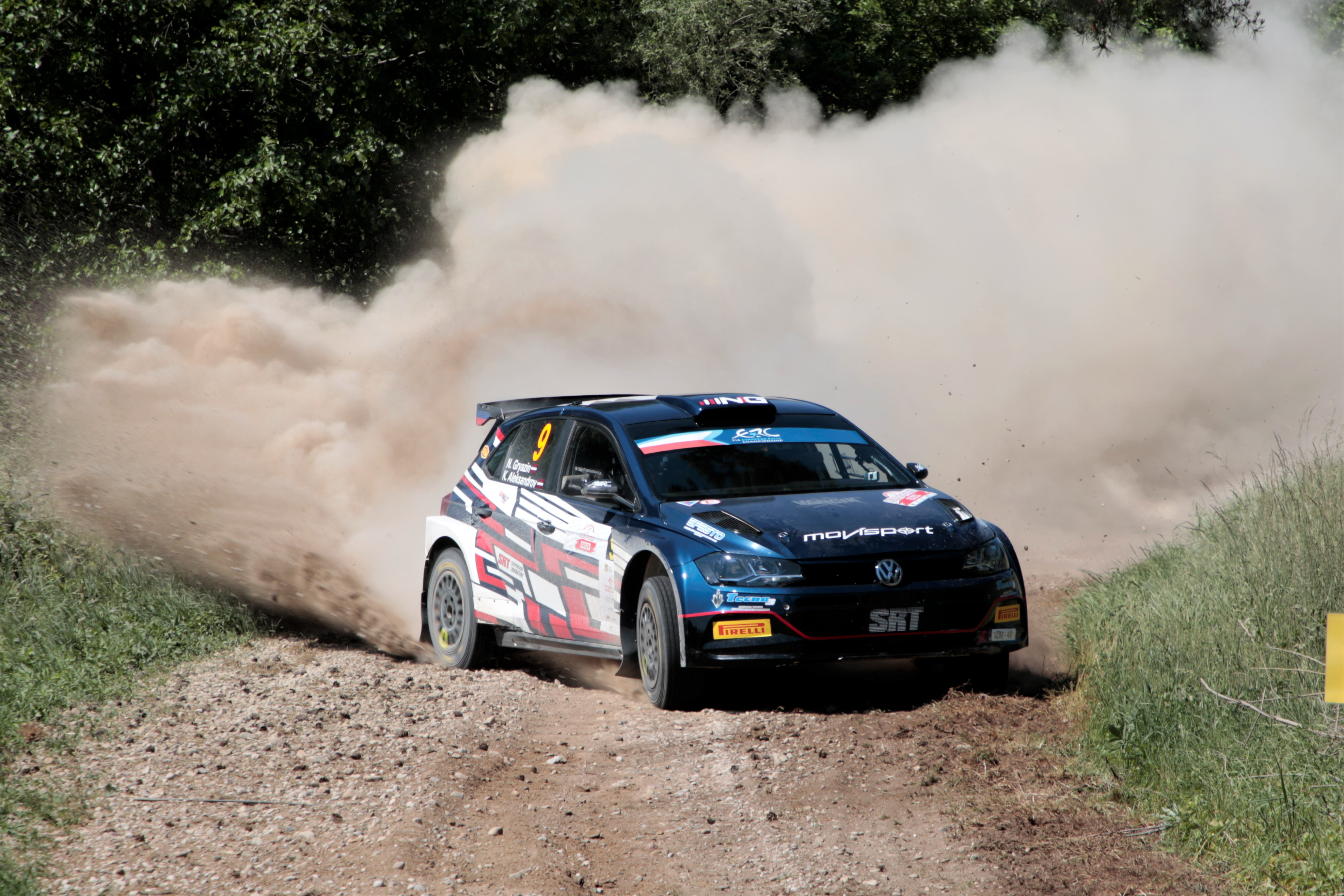
Nikolaj Grjazin v roce 2021

| Č. | událost                                                     | Rok  | Jezdec            | Spolujezdec           |
| -- | ----------------------------------------------------------- | ---- | ----------------- | --------------------- |
| 1  | Rally Liepāja 2019                                          | 2019 | Oliver Solberg    | Aaron Johnston        |
| 2  | Kyperská rallye 2019                                        | 2019 | Nasser Al-Attiyah | Mathieu Baumel        |
| 3  | Rally Liepāja 2020                                          | 2020 | Oliver Solberg    | Aaron Johnston        |
| 4  | Rally Liepāja 2021                                          | 2021 | Nikolaj Grjazin   | Konstantin Alexandrov |
| 5  | Rally Serras de Fafe - Felgueiras - Cabreira e Boticas 2022 | 2022 | Nil Solans        | Marc Martí            |
| 6  | Rally Islas Canarias 2022                                   | 2022 | Nil Solans        | Marc Martí            |